# Лопато Лідія Михайлівна
Лопато Лідія Михайлівна (нар. 9 травня 1934, Харків) — радянська та українська вчена-хімік, доктор хімічних наук (1973) та професор (1988)..

## Біографія
Лопато Лідія Михайлівна у 1957 р. закінчила Київський університет. З того часу працює в Інституті проблем матеріалознавства імені І. М. Францевича НАН України (Київ): протягом 1983 р. – 2012 р. – завідувач відділу фізико-хімії і технології тугоплавких оксидів.

## Наукові дослідження
Проводить дослідження у галузі фізико-хімічного аналізу оксидних систем і технології розробки матеріалів на їхній основі.

## Основні наукові праці
- Новые материалы из оксидов и синтетических фторсиликатов. К., 1982 (співавт.);
- Системы из высокоогнеупорных оксидов // Изв. АН СССР. 1984. Т. 20, № 6;
- Диаграммы состояния систем тугоплавких оксидов. Ленинград, 1985. Т. 5;
- Кислородные соединения редкоземельных элементов. Москва, 1986;
- Stable and metastable phase relations in the systems alumina–zirconia–ittria // J. of American Ceramic Society. 1997. Vol. 80, № 4;
- Микрослоистые биоимплантаты на основе системы ZrO2–Y2O3–CeO2–Al2O3 // ПорМ. 2009. № 1/2;
- Поверхня ліквідусу та солідусу діаграми стану системи Al2O3–HfO2–La2O3 // Там само. 2010. № 9/10; Материалы в системе ZrO2–Y2O3–CeO2–Al2O3 // Там само (усі – співавт.).

## Нагороди та відзнаки
- 1992 р. – Державна премія України в галузі науки і техніки
- 1998 р. – Орден «За заслуги» 3-го ступеня